# 鶴岡ジャンクション料金所
鶴岡ジャンクション料金所（つるおかジャンクションりょうきんじょ）は、日本海東北自動車道上の鶴岡西IC側に設置されている本線料金所である。
当料金所を境に南側は国土交通省が管轄する新直轄区間（無料区間）であり、庄内空港IC - 鶴岡JCT間の料金の収受はこの料金所で行う。また、当料金所 - 鶴岡JCT間の1.3 kmはNEXCO東日本が管轄する区間であるが、新直轄方式で建設されたため、料金計算上のキロ数には含まれていない。

## 歴史
- 2012年（平成24年）3月24日 : あつみ温泉IC - 鶴岡JCT間開通に伴い供用開始[1]。

## 料金所
- ブース数：4

### 鶴岡JCT・秋田方面
- ブース数：2
  - ETC専用：1（時間帯によってはETC・一般）
  - 一般：1

### 鶴岡西IC・新潟方面
- ブース数：2
  - ETC専用：1（時間帯によってはETC・一般）
  - 一般：1

## 隣
E7 日本海東北自動車道
(16) 鶴岡西IC - 鶴岡JCT料金所 - (17) 鶴岡JCT